# Andrej Maltsev
Andrej Nikolajevitsj Maltsev (Russisch: Андрей Николаевич Мальцев) (Leningrad, 7 februari 1966), is een voormalig professionele basketbalspeler die speelde voor verschillende teams in de Sovjet-Unie en Rusland. Hij heeft de medaille gekregen van Meester in de sport van Rusland.

## Carrière
Maltsev begon zijn profcarrière bij Spartak Leningrad in 1985. In 1987 verhuisde hij naar Avtodorozjnik Saratov. In 1988 keerde hij terug naar Spartak. Met Spartak werd Maltsev een keer landskampioen van het GOS in 1992. In 1992 verhuisde hij naar Turkije om te spelen voor Yeşilyurt in de tweede divisie. In 1993 verhuisde hij naar Zweden om te gaan spelen voor JB Knights. In 1994 keerde hij terug bij Spartak. In 1996 stapte Maltsev over naar Avtodor Saratov. Met dit team werd hij twee keer tweede om het landskampioen van Rusland in 1997 en 1998. In 1998 verhuisde hij naar de Volksrepubliek China om te spelen voor de Shanghai Sharks. In 1999 keerde hij weer terug bij Spartak. In 2000 ging Maltsev spelen voor het nieuw opgerichte team Sint-Petersburg Lions. Na één seizoen werd het team opgeheven en verhuisde hij naar Tsjechië om te spelen voor Mlékárna Kunín. Met dit team werd hij derde om het landskampioenschap. In 2001 keerde hij voor de laatste keer terug bij Spartak. In 2003 stopte hij met basketbal.
In 2004 begon als coach bij Spartak Sint-Petersburg. In 2005 werd hij coach van het Russisch jeugd basketbalteam. Ook werd hij in 2005 hoofdcoach van CSKA Moskou 2. In 2020 werd hij hoofdcoach bij Chimki-Podmoskovje Oblast Chimki. In 2021 verving hij Rimas Kurtinaitis als hoofdcoach bij Chimki Oblast Moskou vanwege tegenvallende resultaten.

## Erelijst
- Landskampioen Sovjet-Unie:
  - Tweede: 1991
  - Derde: 1987
- Landskampioen GOS: 1
  - Winnaar: 1992
- Landskampioen Rusland:
  - Tweede: 1993, 1997, 1998
- Landskampioen Tsjechië:
  - Derde: 2001

## Assistent coach
1 Zoebkov ·
4 Baboerin ·
5 Pateev ·
7 Fridzon ·
9 Vjaltsev ·
11 Antonov ·
12 Monja ·
13 Chvostov ·
14 Ponkrasjov  ·
20 Vorontsevitsj ·
32 Desjatnikov ·
41 Koerbanov ·
Coach: J. Pasjoetin
· Assistent-coach: Z. Pasjoetin
· Assistent-coach: Maltsev
· Assistent-coach: Artemjev